# Prasinocyma nigripunctata
Prasinocyma nigripunctata är en fjärilsart som beskrevs av W. Warren 1897. Prasinocyma nigripunctata ingår i släktet Prasinocyma och familjen mätare. Inga underarter finns listade i Catalogue of Life.